# آیاچه پارولین
آیاچه پارولین ((به ایتالیایی: Aiace Parolin)؛ زادهٔ ۲۸ مارس ۱۹۲۰ - درگذشته ۱۹ نوامبر ۲۰۱۶) فیلم‌بردار اهل ایتالیا بود. آیاچه پارولین در ۱۹ نوامبر ۲۰۱۶ در سن ۹۶ سالگی درگذشت.

## فیلم‌شناسی
- پرندگان، زنبورهای عسل و ایتالیایی‌ها (۱۹۶۶)
- عشق و خشم (۱۹۶۹)
- دوران کودکی، حرفه و نخستین تجربه جاکومو کازانووا، اهل ونیز (۱۹۶۹)
- بابا یاگا (۱۹۷۳)
- سیمونا (۱۹۷۴)
- مستأجر طبقه بالا (۱۹۷۷)